# Caso Walter Oyarce
El Caso Walter Oyarce hace referencia al homicidio del joven estudiante peruano Walter Oyarce Domínguez, ocurrido el 24 de septiembre de 2011 durante un clásico del fútbol peruano entre Alianza Lima y Universitario de Deportes en el Estadio Monumental de Lima. Este suceso generó una amplia conmoción en la sociedad peruana y puso en evidencia la problemática de la violencia en los estadios y la actuación de las barras bravas en el Perú. 

## Acontecimientos

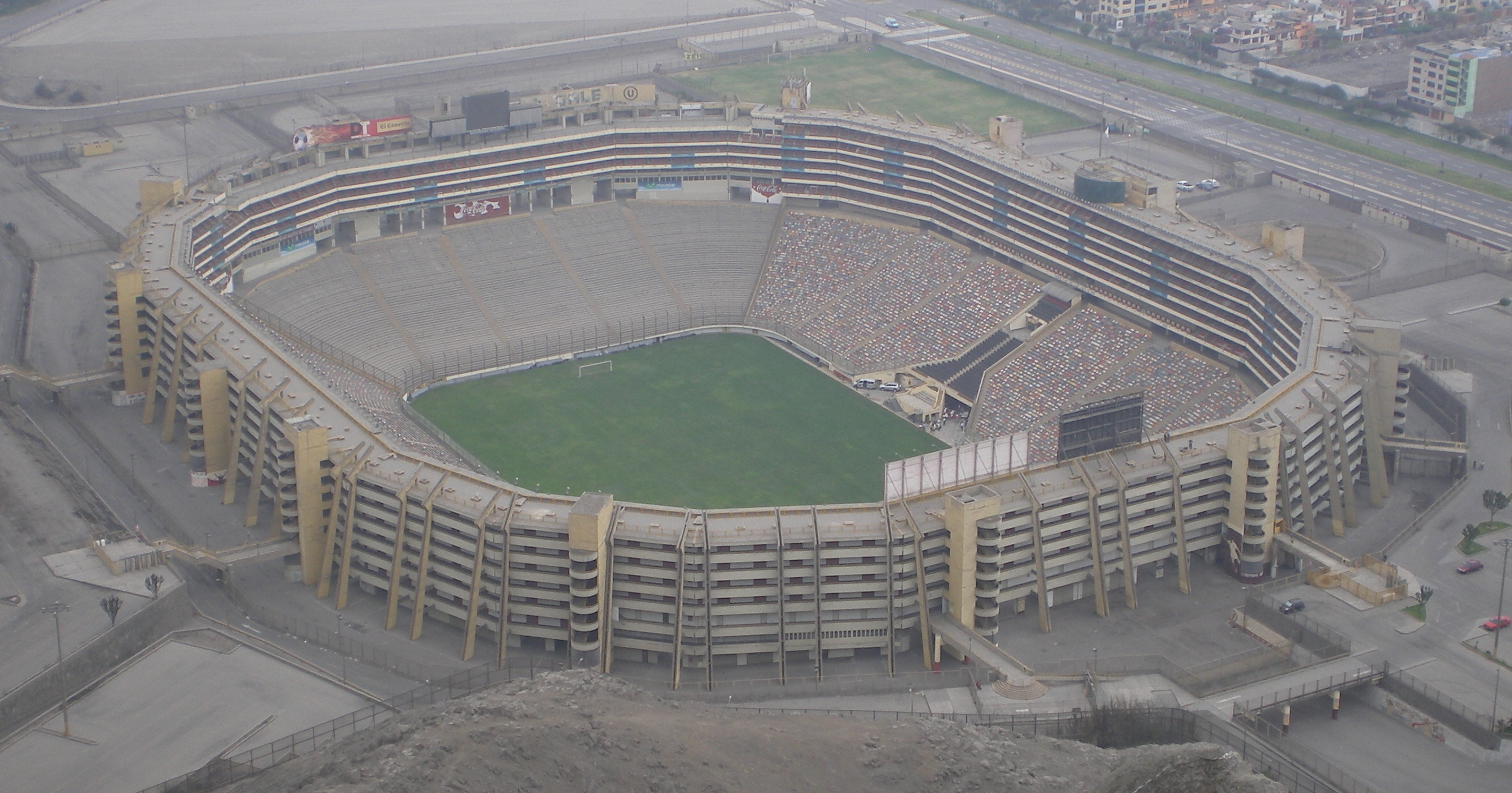
Estadio Monumental, lugar donde murió Walter Oyarce

Walter Oyarce Domínguez era un estudiante universitario y aficionado del Alianza Lima. El 24 de septiembre de 2011 asistió al Estadio Monumental para presenciar el clásico del fútbol peruano entre su equipo y Universitario. El encuentro, que culminó con la victoria del equipo crema por 2-1, se desarrolló en un ambiente de alta tensión debido a la histórica rivalidad entre ambas hinchadas.
Tras la finalización del partido, un grupo de barristas de Universitario ubicados en los palcos de la tribuna oriente saltaron los palcos contiguos y atacaron a los hinchas de Alianza Lima que se encontraban en los palcos C-128 y C-130 de la tribuna sur del estadio, esto debido a que tenían una banderola blanquiazul. Durante este altercado, Walter Oyarce fue empujado desde una altura de aproximadamente ocho metros, cayendo al pavimento y falleciendo debido a un traumatismo craneoencefálico severo. Las investigaciones determinaron que fue golpeado antes de ser arrojado al vacío.

## Investigación y proceso judicial
La investigación identificó a varios sospechosos, entre ellos David Sánchez-Manrique Pancorvo, alias «Loco David», y José Luis Roque Alejos, alias «Cholo Payet». Ambos fueron acusados de haber empujado a Oyarce durante el enfrentamiento. Otros implicados fueron Marco Antonio Chimoya Asenjo alias «Chiclayano», Gian Carlo Díaz Maysa alias «Ratón» y Richard Valverde Sifuentes alias «Negro Ampilio».
El proceso judicial se extendió por más de dos años. En marzo de 2014, el Poder Judicial condenó a Sánchez-Manrique y Roque Alejos a 35 años de prisión por homicidio calificado y resistencia a la autoridad. Sin embargo, en 2016, la Corte Suprema redujo la pena a 25 años al reclasificar el delito como homicidio simple.

## Repercusiones
La muerte de Walter Oyarce generó un debate nacional sobre la violencia en los estadios y la necesidad de implementar medidas para garantizar la seguridad en eventos deportivos. Las autoridades y diversas instituciones se comprometieron a reforzar la seguridad en los recintos deportivos y a tomar acciones contra las barras bravas. Debido al hecho suscitado, estadio Monumental fue sancionado con 15 fechas de suspensión, lo que equivalía a aproximadamente 4 meses, pero en enero de 2012, la ADFP, que en ese entonces organizaba el campeonato, decidió levantar la sanción al estadio de Universitario de Deportes en menos de un mes.
En 2014, el Tribunal Constitucional ordenó a la Municipalidad de Ate permitir el uso de los palcos del Estadio Monumental, que habían sido clausurados tras el incidente, argumentando que la medida violaba el derecho de propiedad de los propietarios de dichos palcos. Desde 2015, los clásicos del fútbol peruano se juegan solo con hinchada local para evitar sucesos de violencia como el ocurrido, tomando como referencia el fútbol argentino.